# Le Crépuscule des dieux (opéra)
Götterdämmerung
Pour les articles homonymes, voir Le Crépuscule des dieux.
Götterdämmerung  (Le Crépuscule des dieux en français) est le dernier des quatre drames musicaux qui constituent L'Anneau du Nibelung (Der Ring des Nibelungen) de Richard Wagner. La première fut donnée à Bayreuth le 17 août 1876 sous la direction de Hans Richter,.
Le titre est une traduction via l'allemand du vieux norrois Ragnarǫkr (Ragnarok en nynorsk) qui dans la mythologie nordique se réfère à une ultime guerre entre dieux et Géants.

## Personnages
- Siegfried, Waelsung (Wälsung), fils de Siegmund et Sieglinde, petit-fils de Wotan, neveu et époux de Brünnhilde, ténor
- Brünnhilde, Walkyrie déchue, fille de Wotan et Erda, tante et épouse de Siegfried, soprano
- Hagen, fils d'Alberich, demi-frère de Gunther et Gutrune, basse
- Gunther, roi des Gibichungen, frère de Gutrune, demi-frère de Hagen, baryton
- Gutrune, sœur de Gunther, demi-sœur de Hagen, soprano
- Alberich, maître déchu des Nibelungen, frère de Mime, père de Hagen, baryton
- Waltraute, Walkyrie, mezzo-soprano
- Filles du Rhin
  - Woglinde, fille du Rhin, soprano
  - Welgunde, fille du Rhin, mezzo-soprano
  - Flosshilde, fille du Rhin, contralto
- Nornes
  - Première Norne, l'aînée, contralto
  - Deuxième Norne, la cadette, mezzo-soprano
  - Troisième Norne, la benjamine, soprano
- Vassaux de Gunther

## Argument

### Prologue
Lieu : le rocher de Brünnhilde. Les trois Nornes, filles d'Erda, sont assemblées près du roc de la Walkyrie déchue Brünnhilde, tressant la corde du destin. Elles chantent le passé et le présent : le frêne du monde autrefois mutilé par Wotan a péri, le chef des dieux a envoyé ses troupes abattre l'arbre mort, dont il a fait entasser le bois autour du Walhalla. Que le feu vienne à prendre au bûcher, c'en sera fini des dieux. La corde se rompt brusquement, elles ne peuvent plus rien distinguer. Se lamentant sur la perte de leur savoir, les Nornes disparaissent pour rejoindre le royaume souterrain de leur mère Erda.
Au lever du jour, Siegfried et Brünnhilde apparaissent hors de la grotte qui abrite leur bonheur depuis bien des jours. Consciente qu'un héros comme Siegfried ne peut rester éternellement 'homme au foyer', elle l'envoie vers de nouvelles aventures, lui rappelant de garder leur amour à l’esprit. En gage de fidélité, Siegfried lui donne l’Anneau qu’il prit du trésor de Fafner. Portant le bouclier de Brünnhilde et montant son destrier Grane, armé de l'épée Notung et porteur du Tarnhelm, Siegfried s’éloigne.

### Acte I
Lieu : le palais de Gunther, au bord du Rhin. Gunther, roi des Gibichungen (la lignée du roi Gibich) et sa sœur Gutrune sont assis en compagnie de leur demi-frère Hagen, fils d'Alberich et de leur propre mère Grimhilde. Hagen feint de se demander quels conjoints pourraient leur convenir. Pour Gunther, aucune fiancée ne saurait être assez noble ; justement, sur un roc inaccessible ceint de feu, vit une femme à nulle autre pareille : c'est elle qu'il lui faut. Mais il n'existe qu'un homme sur terre capable de franchir le feu qui la protège : Siegfried, qui pourrait lui-même devenir l’époux de Gutrune. Hagen connaît le secret d'un philtre qui ferait oublier à Siegfried toutes les femmes qu'il aurait déjà connues et assurerait son amour à Gutrune. Tous conviennent de ce plan.
Un homme approche en barque sur le Rhin : c'est Siegfried, qui cherche à rencontrer Gunther dont la renommée lui est connue. Gunther l'accueille, Gutrune lui apporte la coupe de bienvenue où se trouve le philtre d'oubli. Avant de boire, Siegfried déclare son attachement pour Brünnhilde, puis vide la coupe : il oublie instantanément Brünnhilde et tombe éperdument amoureux de Gutrune, qu'il demande en mariage à Gunther. Siegfried demande a Gunther s'il a lui-même une épouse : non, mais il en désire une par-dessus tout, qui vit sur un roc ceint de feu, mais seul qui ne connaît la peur peut franchir le brasier. Siegfried ne connaît pas la peur : il ira chercher l'épouse désirée, en prenant l'apparence de Gunther grâce au Tarnhelm, et la ramènera à Gunther, à condition de pouvoir lui-même épouser Gutrune. Siegfried et Gunther se jurent fraternité et loyauté totales. Celui qui rompra le pacte devra mourir. Siegfried et Gunther partent pour le rocher de Brünnhilde. Hagen resté seul pour garder le château, se félicite du parfait déroulement de son plan qui lui rapportera l'Anneau et la toute-puissance.
Changement de lieu : retour au rocher de Brünnhilde - Brünnhilde reçoit la visite de sa sœur, la Walkyrie Waltraute, qui lui relate comment Wotan est revenu d’une de ses expéditions avec sa lance brisée par un jeune héros. Il a fait abattre le Frêne desséché qui soutenait autrefois l'univers et en a fait entasser les morceaux autour du Walhalla. Toujours silencieux, il s'est retiré dans sa forteresse, refuse les pommes de Freia et envoie ses corbeaux en espions, attendant la fin du monde. Waltraute implore Brünnhilde de rendre l’Anneau aux Filles du Rhin, seul moyen de modifier le cours des choses, de rétablir l'ordre et de sauver les dieux. Mais Brünnhilde refuse de rendre ce cadeau d’amour de Siegfried et Waltraute s’enfuit désespérée.
Brünnhilde entend sonner le cor de Siegfried : elle s'apprête à se jeter dans les bras de son héros mais c'est un autre qui lui apparaît : Siegfried a pris grâce au Tarnhelm l'apparence et la voix de Gunther. Elle résiste de toutes ses forces mais elle n'a plus la force d'une Walkyrie, elle est une simple femme et elle se croit trahie par son père : elle sera le jouet de tous les hommes qui passeront. Elle doit céder devant la force de Siegfried qui lui reprend l'Anneau et la contraint à le suivre dans la grotte. Mais, restant fidèle au pacte avec Gunther, il placera l'épée Notung entre Brünnhilde et lui comme témoin qu'il ne la touchera pas.

### Acte II

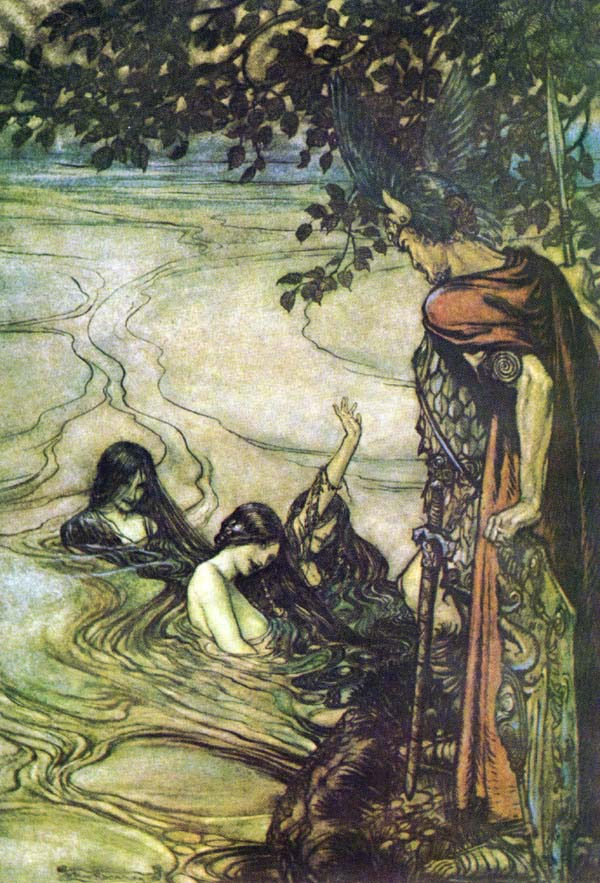
Les filles du Rhin tentent de récupérer l'anneau en charmant Siegfried.

Lieu : le palais de Gunther. Hagen veille. À ses pieds, son père Alberich attise sa haine et lui fait jurer de récupérer l’Anneau, puis il s'évanouit dans l'obscurité.
Le jour point. Siegfried, qui a repris son apparence, arrive au palais. Il annonce la bonne nouvelle : Gunther a conquis Brünnhilde et tous deux vont arriver. Hagen rameute les vassaux de Gunther, qui arrive bientôt avec Brünnhilde. Brünnhilde est stupéfaite de le voir là et de voir que c'est lui qui porte l’Anneau alors que c'est Gunther qui est censé le lui avoir arraché. Gunther se trouble, Siegfried affirme en toute bonne foi qu'il a pris l'Anneau à un dragon que naguère il abattit. Brünnhilde accuse Siegfried de l'avoir trahie, elle repousse Gunther qui tente de l'apaiser et affirme que Siegfried l'a forcée à l'aimer et à lui donner du plaisir (Er zwang mir Lust und Liebe ab :« il m'a contrainte à l'amour et au plaisir »). La confusion est à son comble. Siegfried proteste de son entière fidélité au pacte avec Gunther. Les vassaux, outrés, exigent un serment d'honneur : Siegfried prête serment de sa loyauté, sur la pointe de la lance de Hagen. Brunnhilde, hors d'elle, vient elle aussi jurer sur cette arme que Siegfried est un traître et parjure. Siegfried, Gutrune et les vassaux s'éloignent. Gunther est effondré. Brünnhilde se demande de quelle machination elle est le jouet. Hagen propose de les venger l'un et l'autre en tuant Siegfried. Mais Brünnhilde a rendu Siegfried invulnérable, sauf en un endroit : son dos, sachant qu'au combat jamais il n'aura peur et ne fuira. Donc, pendant la chasse du lendemain, on arrangera de tuer Siegfried en faisant passer sa mort pour un accident.

### Acte III

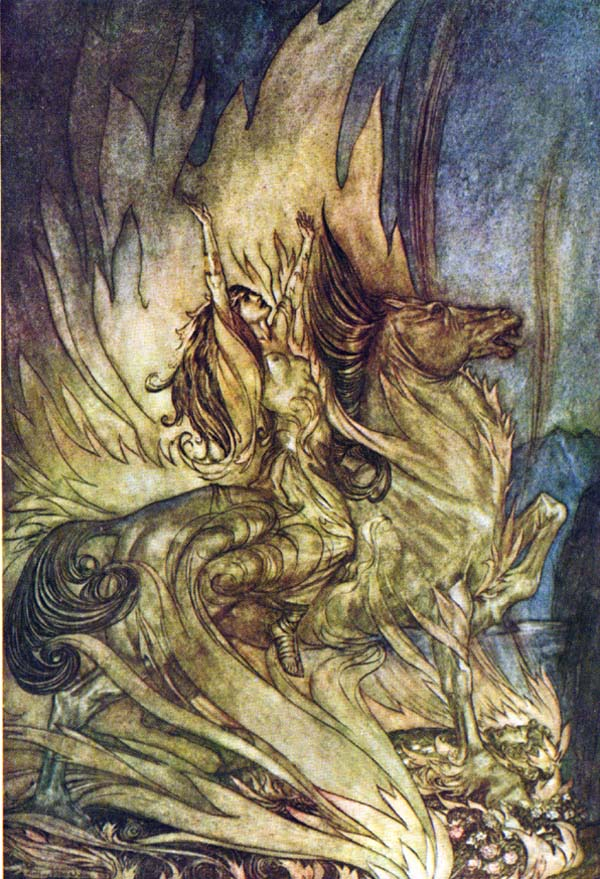
Grane et Brunehilde se sacrifient dans un brasier à la fin de Götterdämmerung.

Lieu : un endroit riant au bord du Rhin. Les Filles du Rhin nagent au bord du fleuve, suppliant le soleil de leur envoyer le preux qui leur rendra l'or. Elles entendent la sonnerie du cor de Siegfried ; le héros a perdu ses compagnons de chasse et la proie qu'il pourchassait : il est bredouille, quelle honte. Les ondines lui indiqueront où trouver sa proie en échange de l'Anneau ; il refuse, elles le raillent : lui si beau et aimable, quel dommage qu'il soit si avare ! Elles disparaissent. Siegfried, vexé, les rappelle, mais elles ont changé de ton et lui disent toutes les menaces qui pèsent sur lui s'il conserve l'anneau. Siegfried change aussi de ton : pour leur faire plaisir, il leur aurait donné l'Anneau, mais devant la menace, il n'en est plus question. Les ondines repartent, lui déclarant qu'une noble femme, qui héritera de lui avant la fin du jour, accédera finalement à leur vœu.
Gunther, Hagen et les vassaux arrivent. On fait halte, on prépare nourriture et boisson. Hagen lui demande de leur raconter ses exploits. Après l'épisode avec l'Oiseau des Bois, Hagen l'interrompt et lui propose de vider une coupe dans laquelle il a mis le contrepoison au philtre d'oubli. Siegfried recouvre la mémoire ; il raconte sa découverte de Brünnhilde, leur amour passionné et leurs étreintes (Oh ! wie brunstig umschlang der schönen Brünnhilde Arm ! : « Oh ! Avec quelle ardeur m'étreignit le bras de la belle Brünnhilde ! ») Soudain, deux corbeaux s’envolent d’un buisson. Hagen fait se retourner Siegfried pour les regarder, et dès qu'il a le dos tourné, le frappe entre les épaules avec sa lance. Les autres sont pétrifiés d'horreur. Siegfried agonise, revivant en extase sa découverte de Brunnhilde et leur pur amour. Il meurt, les vassaux emportent sa dépouille.
Lieu : le palais de Gunther, tard le soir de la chasse. Gutrune est préoccupée et inquiète : elle a fait de mauvais rêves et le rire sarcastique de Brünnhilde l'a réveillée. Ses pressentiments se réalisent. Les chasseurs reviennent, porteurs du corps de Siegfried, tué par un sanglier, affirme Hagen. Gutrune n'en croit rien et accuse Gunther du meurtre. Gunther se disculpe en désignant Hagen, qui revendique le meurtre pour venger le parjure et revendique l'Anneau à titre de butin. Gunther veut se saisir de l'Anneau, mais Hagen le tue. Il va saisir l'Anneau quand la main de Siegfried se lève, menaçante. Tous reculent.
Brünnhilde paraît. Elle a tout compris ; en tant que seule légitime compagne du héros défunt, elle annonce avec orgueil que sa vengeance est proche. Gutrune comprend qu'on s'est joué d'elle et que le philtre a fait oublier Brünnhilde à Siegfried. Brünnhilde ordonne qu'on dresse un bûcher. Contemplant Siegfried, elle en fait l'éloge, prend l'Anneau et le met à son doigt pour que les Filles du Rhin le rendent au fleuve une fois que le feu l'aura purifié. Elle interpelle Wotan : maintenant tout est accompli, le règne des dieux est achevé. Elle fait porter le corps sur le bûcher auquel on boute le feu. On amène Grane, le fidèle coursier ; Brünnhilde l'enfourche et, après un dernier salut à Siegfried, se jette dans les flammes. Le feu s'élève et se répand, atteignant le Walhalla qui s'enflamme. Le Rhin sort de son lit jusqu'au bûcher. Les ondines recueillent l'Anneau ; Hagen veut s'y opposer, elles le saisissent et l'entraînent dans les profondeurs. Le Walhalla brûle de fond en comble et s'effondre. Un monde disparaît, un autre est à reconstruire fondé sur l'Amour (l'opéra se termine sur le leitmotiv de la Rédemption par l'Amour, apparu dans La Walkyrie).

## Instrumentation
| Instrumentation du Crépuscule des Dieux |
| Cordes |

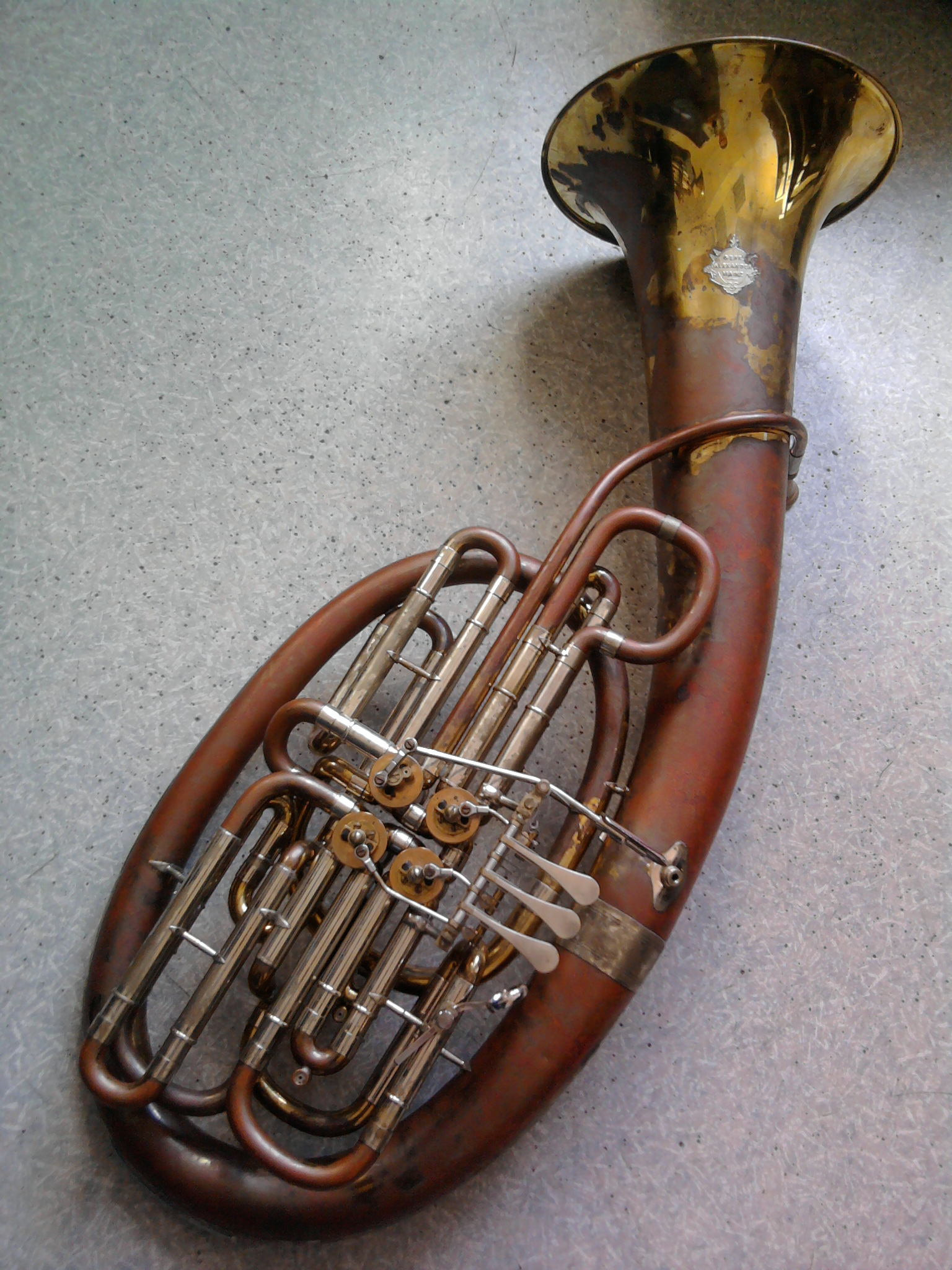
Tuba wagnérien

| seize premiers violons, seize seconds violons, douze altos, douze violoncelles, huit contrebasses 6 harpes                                                               |
| Bois |
| trois flûtes, trois hautbois, un cor anglais, trois clarinettes (si bémol) une clarinette basse, trois bassons                                                           |
| Cuivres |
| 4 cors, 3 trompettes (mi bémol), une trompette basse trois trombones (ténor, basse, contrebasse) un tuba contrebasse (do), quatre tubas wagnériens (si, fa)              |
| Percussions |
| 2 timbaliers jouant 4 et 3 timbales, 1 triangle, 1 glockenspiel, 1 tam tam, 1 grosse caisse, 1 caisse claire, 1 cymbale suspendue, 1 paire de cymbales frappées, marteau |

## Influence et autres dérivés
- Deux films de Luchino Visconti font allusion à l'opéra de Wagner : 
  - Les Damnés (1969) dont le titre original est La caduta degli dei[3] et le titre anglais The Damned (Götterdämmerung).
  - Ludwig (1972) dont le titre français est Le Crépuscule des dieux[4]. Ces deux films ne sont pas des adaptations de l'œuvre de Wagner, bien que le personnage apparaisse dans le second.
- Le Crépuscule des dieux (1884) est le titre d'un roman de l'écrivain Élémir Bourges, grand admirateur de Wagner.
- C’est également celui du troisième roman de la série jeunesse à succès Amos Daragon par l’auteur québécois Bryan Perro.
- Le film Le crépuscule des faunes de Christian Comte utilise la musique de Wagner[5].
- On peut aussi entendre l'air du Crépuscule des dieux dans le film Excalibur, de John Boorman (1981).
- Dans le film Iron Sky, le vaisseau mère de la colonie lunaire nazie est nommé Götterdämmerung, en hommage direct à Wagner.
- Le livre Les Démons de Berlin d'Ignacio Del Valle fait allusion à la prophétie du Ragnarök dans le Götterdammung : "Hitler croit en Wagner et Wagner croyait au Ragnarök, cette prophétie mythologique selon laquelle, à la fin des temps, les dieux mourront à l'issue d'une bataille apocalyptique" (p. 163).
- Friedrich Nietzsche intitule un de ses derniers livres par paronymie avec l'opéra de Wagner : Götzendämmerung (Crépuscule des idoles).
- Une des pistes de l'album Stratovarius (album) du groupe Stratovarius est intitulée Götterdämmerung.
- Le Crépuscule des Dieux est une série d'albums de bande dessinée de Nicolas Jarry et Djief, chez Soleil Productions (Soleil Celtic).
- It ain't over till the fat lady sings est un proverbe inspiré par le personnage de Brunehilde.
- Le jeu mobile Fate/Grand Order possède un chapitre nommé Götterdämerung
- Le film Army of the Dead (2021) de Zack Snyder utilise la musique de Wagner, par référence à la nationalité allemande  du personnage qui apparait dans les plans concernés, et à son appétence pour l'art en général et Wagner en particulier.

- Un titre du groupe de metal Zeal and Ardor est intitulé Götterdämmerung.

- Un épisode de la série à succès The Watcher porte le nom de Götterdämmerung  et fait directement référence à l'opéra dans son intrigue.
- Une extension du jeu Hearts of Iron IV porte le nom de Götterdämmerung  en référence à Wagner.
- Un extrait de l'opéra Götterdämerung est utilisé dans le documentaire Leçons de ténèbre, réalisé par Werner Herzog.